# Diretoria de Portos e Costas
A Diretoria de Portos e Costas (DPC) OMN é uma Organização Militar da Marinha do Brasil. É subordinada diretamente à Diretoria-Geral de Navegação, constituindo-se em uma das OM integrantes da autoridade marítima no país.

## História
Remonta à criação, pelo Decreto n.º 6.509 de 11 de junho de 1907, da Inspetoria de Portos e Costas, com a atribuição de inspecionar, fiscalizar e coordenar todos os serviços e atribuições das Capitanias dos Portos, a Marinha Mercante nacional e os Serviços de Praticagem da Costa, das Barras e dos Portos, no país.
Ao longo das décadas, a sua denominação passou para Superintendência de Portos e Costas, Diretoria da Marinha Mercante até à atual designação, que lhe foi conferida pela Lei n.º 1.658, de 4 de agosto de 1952.
Quando foi decretada a abertura dos portos do Brasil, por D. João VI, a 28 de janeiro de 1808, surgiu no país a noção de controlo da navegação marítima.
Através do decreto de 7 de junho de 1809 foi criado o Despachante das Embarcações que saíssem dos portos e, no ano seguinte, o  Alvará de 3 de fevereiro, que instituiu a Mesa de Despacho Marítimo; além de outras atribuições, regulava a maneira pela qual deviam ser efetuados os Despachos dos navios que saíssem dos portos. A 14 de agosto de 1845, através do Decreto 358, o Governo do Império decidiu lançar uma capitania em cada Província Marítima, com as atribuições específicas de polícia naval, conservação dos portos, inspeção e administração dos faróis, balizamento, matrícula do pessoal marítimo, entre outras atribuições, ficando subordinadas ao Ministro da Marinha do Império.
A primeira sede da Diretoria de Portos e Costas na história ficou registada num relatório do Ministro da Marinha, Almirante Alexandrino Faria de Alencar, que o próprio enviou ao Presidente da República, em abril de 1908; neste documento, o almirante informa que a Inspetoria de Portos e Costas, “criada recentemente, funciona na antiga residência do Vice-Inspetor do Arsenal de Marinha”.
Mais tarde foram criadas as Capitanias Fluviais que, abrangendo mais um Estado ou Província, correspondiam aos portos dos respectivos rios.

## Funções
Como órgão central do Ensino Profissionalizante Marítimo, coordena e orienta a atuação de dois centros de formação de Oficiais da Marinha Mercante: o Centro de Instrução Almirante Graça Aranha e o Centro de Instrução Almirante Braz de Aguiar, as atividades de ensino para aquaviários realizadas pelas Capitanias dos Portos, Delegacias e Agências, além de cursos para trabalhadores que atuam na movimentação de cargas nos portos e a bordo dos navios.
Representa a autoridade marítima para a Marinha Mercante, para a Segurança do Tráfego Aquaviário, para o Meio-Ambiente, e para os organismos internacionais, de investigação científica marinha e bens submersos.
A diretoria organiza e/ou participa em diversos exercícios, operações e palestras de segurança no mar; por exemplo, na Operação Verão, no mar da Bahia, a diretoria reportou que a maior parte das aborgagens nas quais foram detetadas infrações, estas se deviam a falta de habilitação dos condutores, documentação da embarcação incompleta ou vencida, falta de material de salvamento (como coletes ou boias), desrespeito pelo limite de lotação da embarcação, consumo de bebida alcoólica durante a condução, e más condições de navegabilidade das embarcações.
O órgão criou também o Prêmio Diretoria de Portos e Costas de Qualidade, que é atribuído a capitanias, delegacias e agências que apresentaram o melhor desempenho e qualidade nos serviços prestados à comunidade marítima.